# 23 de novembro
23 de novembro é o 327.º dia do ano no calendário gregoriano (328.º em anos bissextos). Faltam 38 dias para acabar o ano.

## Eventos históricos

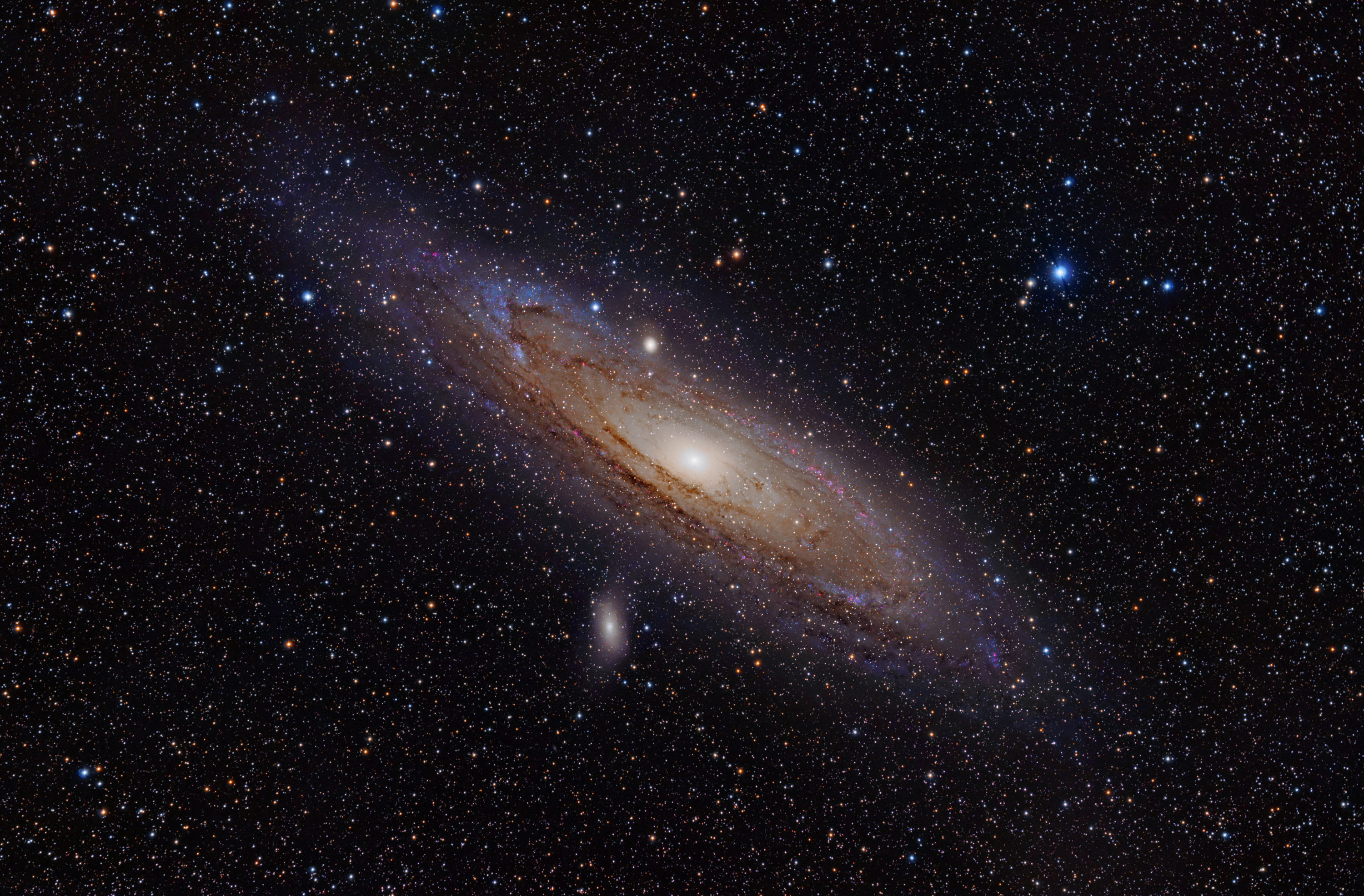
1924: Galáxia de Andrômeda

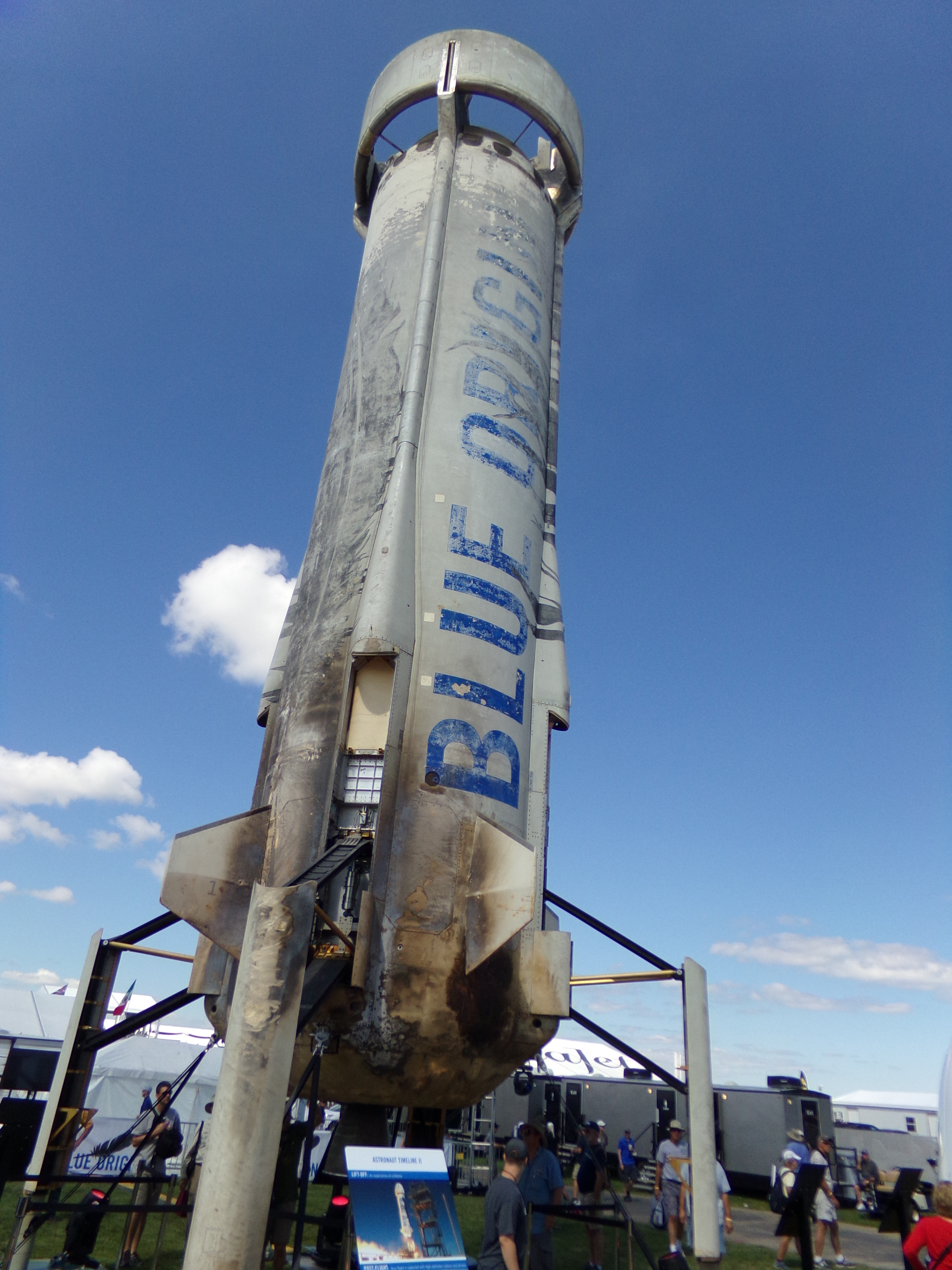
2015: O veículo espacial New Shepard

- 1174 — Saladino entra em Damasco e a adiciona ao seu domínio.
- 1248 — Conquista de Sevilha por tropas cristãs sob o comando do Rei Fernando III de Castela.
- 1510 — Primeira campanha do Império Otomano contra o Reino de Imerícia (atual Geórgia ocidental). Os exércitos otomanos saquearam a capital Kutaisi e incendiaram o Mosteiro de Guelati.
- 1644 — John Milton publica Areopagitica, um panfleto condenando a censura.[1]
- 1890 — Rei Guilherme III dos Países Baixos falece sem um herdeiro do sexo masculino e uma lei especial é aprovada para permitir que sua filha, a Princesa Guilhermina, o suceda.
- 1891 — Primeira Revolta da Armada: o almirante Custódio de Melo ameaça bombardear a cidade do Rio de Janeiro, forçando a renúncia do Presidente do Brasil Deodoro da Fonseca. Seu vice, Floriano Peixoto, assume a presidência.
- 1903 — Olinto De Pretto apresenta o ensaio "Hipótese do éter na vida do universo", que segundo alguns estudiosos italianos, foi incorporada por Albert Einstein para criação da Teoria da relatividade.
- 1913 — Fundação da Universidade Federal de Itajubá, a primeira universidade tecnológica do Brasil, sendo a décima escola de engenharia do país.
- 1914 — Revolução Mexicana: a última das forças americanas se retira de Veracruz, ocupada sete meses antes em resposta ao Incidente de Tampico.
- 1924 — A descoberta de Edwin Powell Hubble, de que a "nebulosa" de Andrômeda é na verdade outra galáxia insular distante da nossa Via Láctea, é publicada pela primeira vez no The New York Times.
- 1925 — Os negócios do falsário Artur Virgílio Alves dos Reis começam a despertar a atenção do jornal português O Século.
- 1934 — Uma comissão de fronteira anglo-etíope no Ogaden descobre uma guarnição italiana em Walwal, bem dentro do território etíope. Isso leva à Crise da Abissínia.
- 1935 — Eclode a Intentona Comunista, uma tentativa de golpe contra o governo do Presidente do Brasil Getúlio Vargas.
- 1936 — A revista Life ressurge como uma revista fotográfica e goza de sucesso instantâneo.
- 1940 — Segunda Guerra Mundial: a Romênia se torna signatária do Pacto Tripartite, juntando-se oficialmente às potências do Eixo.
- 1942 — O marechal Gueorgui Jukov realiza o cerco aos alemães na cidade de Stalingrado.
- 1943
  - Segunda Guerra Mundial: a Ópera Alemã de Berlim na Bismarckstraße no bairro de Charlottenburg em Berlim é destruída. Ela será reconstruída em 1961 e será chamada de Ópera Alemã de Berlim.
  - Segunda Guerra Mundial: os atóis de Tarawa e Makin são conquistados pelas forças americanas.
- 1955 — As Ilhas Cocos são transferidas do controle do Reino Unido para o da Austrália.
- 1959 — O Presidente da França Charles de Gaulle declara em um discurso em Estrasburgo sua visão para "Europa, do Atlântico aos Urais".
- 1963 — A BBC transmite An Unearthly Child (estrelado por William Hartnell), o primeiro episódio da primeira série de Doctor Who, que é agora a série  de TV de drama de ficção científica mais antiga do mundo ainda em exibição.[2]
- 1971 — Representantes da República Popular da China participam das Nações Unidas, incluindo o Conselho de Segurança das Nações Unidas, pela primeira vez.
- 1972 — A União Soviética faz sua última tentativa de lançar com sucesso o foguete N1.
- 1974 — Sessenta políticos, aristocratas, oficiais militares e outras pessoas etíopes são executados pelo governo militar provisório.
- 1976 — Jacques Mayol é o primeiro homem a atingir uma profundidade de 100 m no fundo do mar sem equipamento respiratório.[3]
- 1981 — Caso Irã-Contras: Ronald Reagan assina a ultrassecreta Diretiva de Decisão de Segurança Nacional 17 (NSDD-17), dando à Agência Central de Inteligência autoridade para recrutar e apoiar os rebeldes, Contras, na Nicarágua.
- 1991 — O vocalista do Queen, Freddie Mercury, anuncia em um comunicado que é soropositivo. Morre no dia seguinte.[4]
- 1996 — O voo Ethiopian Airlines 961 é sequestrado e depois cai no Oceano Índico, na costa de Comores, depois de ficar sem combustível, matando 125 pessoas.
- 2001 — A Convenção sobre o Cibercrime é assinada em Budapeste, Hungria.
- 2003 — Revolução Rosa: o presidente georgiano Eduard Shevardnadze renuncia ao cargo após semanas de protestos contra o resultado das eleições no país.
- 2010 — Bombardeamento de Yeonpyeong: ataque de artilharia norte-coreana mata dois civis e dois fuzileiros navais na ilha de Yeonpyeong, na Coreia do Sul.
- 2011 — Primavera Árabe: após 11 meses de protestos no Iêmen, o presidente iemenita Ali Abdullah Saleh assina um acordo para transferir o poder ao vice-presidente, em troca de imunidade legal.
- 2015 — O veículo espacial New Shepard da Blue Origin se tornou o primeiro foguete a voar com sucesso para o espaço e depois retornar à Terra para uma aterrissagem vertical controlada.
- 2019 — Morre o último rinoceronte-de-sumatra da Malásia, Imam, tornando a espécie oficialmente extinta no país.[5]

## Nascimentos

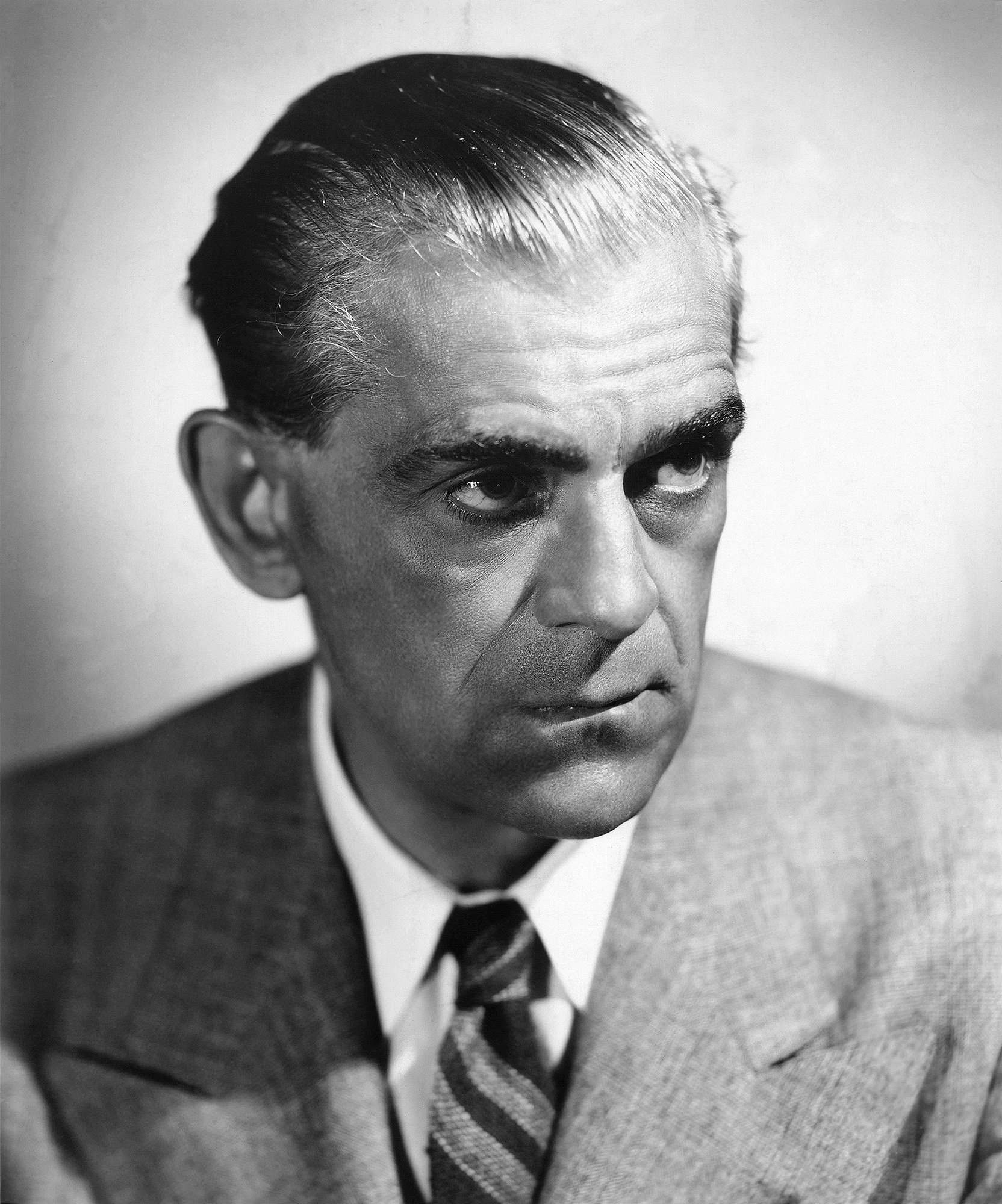
Boris Karloff

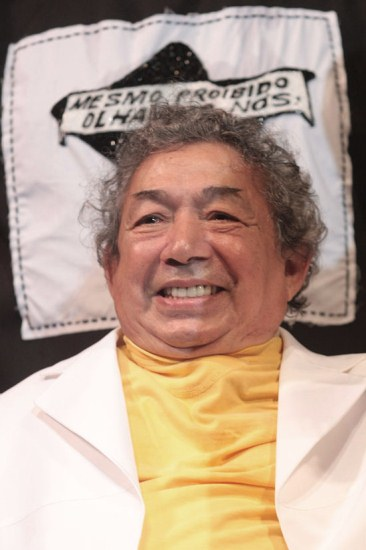
Joãosinho Trinta

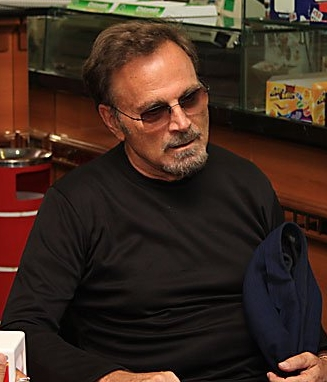
Franco Nero

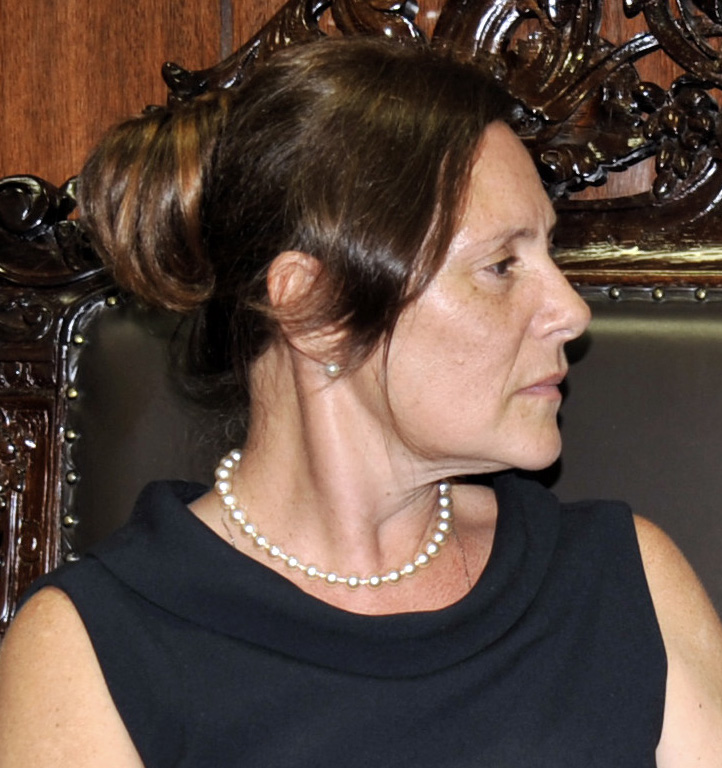
Elizabeth Savalla

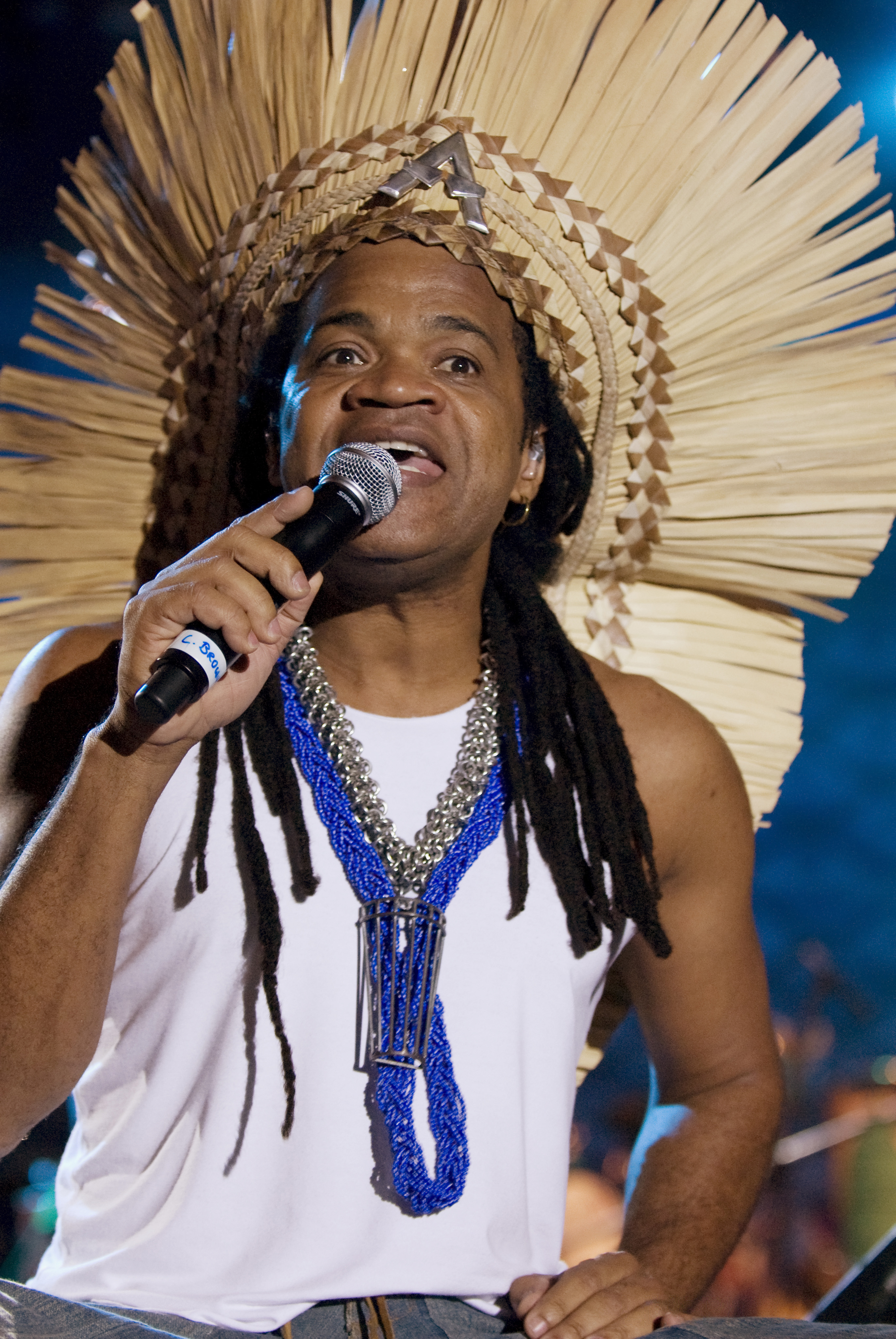
Carlinhos Brown

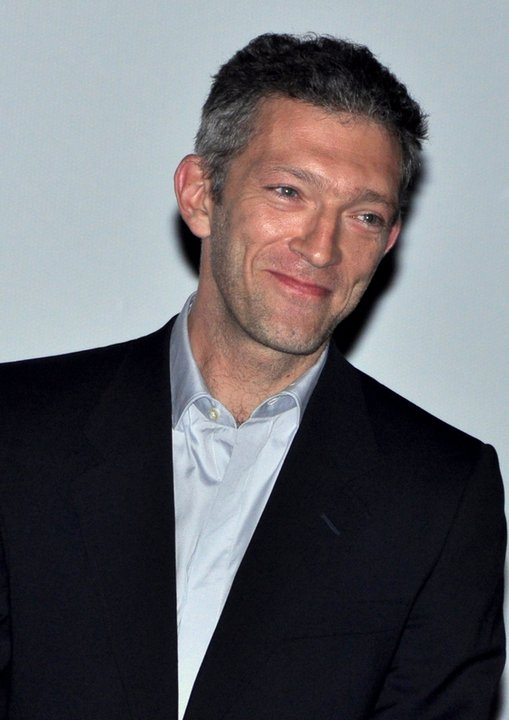
Vincent Cassel

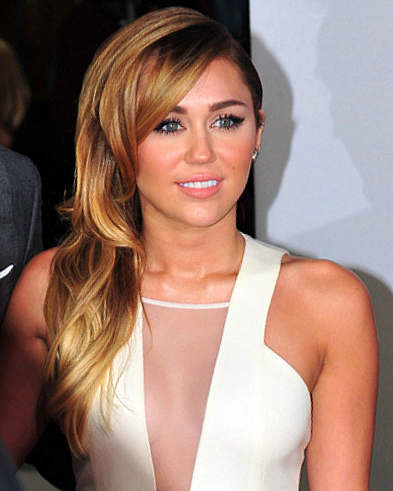
Miley Cyrus

### Anteriores ao século XIX
- 0912 — Otão I, Sacro Imperador Romano-Germânico (m. 973).
- 1190 — Papa Clemente IV (m. 1268).
- 1221 — Afonso X de Castela (m. 1284).
- 1553 — Prospero Alpini, botânico e físico italiano (m. 1617).
- 1760 — François Noël Babeuf, jornalista e revolucionário francês (m. 1797).
- 1765 — Thomas Attwood, compositor e organista britânico (m. 1838).

### Século XIX
- 1804 — Franklin Pierce, político norte-americano (m. 1869).
- 1837 — Johannes Diderik van der Waals, físico neerlandês (m. 1923)
- 1838 — Stéfanos Skulúdis, político grego (m. 1928).
- 1860 — Karl Hjalmar Branting, político e jornalista sueco (m. 1925).
- 1883 — José Orozco, pintor mexicano (m. 1949).
- 1887
  - Boris Karloff, ator britânico (m. 1969).
  - Henry Moseley, físico e químico britânico (m. 1915).
- 1888 — Harpo Marx, ator e cantor norte-americano (m. 1964).
- 1890 — El Lissitzky, artista, fotógrafo e arquiteto russo (m. 1941).
- 1897 — Karl Gebhardt, médico alemão (m. 1948).
- 1900 — Mestre Bimba, capoeirista brasileiro (m. 1974).

### Século XX

#### 1901–1950
- 1902 — Victor Jory, ator canadense-americano (m. 1982).
- 1907 — Jimmie Daniels, artista de cabaré, ator, modelo e dono de boate americano (m. 1984).
- 1916 — Michael Gough, ator britânico (m. 2011).
- 1919 — Claudio Santoro, compositor e maestro brasileiro (m. 1989).
- 1920 — Paul Celan, poeta ucraniano-francês (m. 1970).
- 1921 — Mamie Till, ativista americana (m. 2003).
- 1922 — Võ Văn Kiệt, político vietnamita (m. 2008).
- 1925 — José Napoleón Duarte, político salvadorenho (m. 1990)
- 1926 — Sathya Sai Baba, educador e líder espiritual indiano (m. 2011).
- 1927
  - Clemente Comandulli, jornalista esportivo brasileiro (m. 1975).
  - Angelo Sodano, cardeal italiano (m. 2022).
- 1931 — Joel Antônio Martins, futebolista brasileiro (m. 2003).
- 1933
  - Joãosinho Trinta, carnavalesco brasileiro (m. 2011).
  - Krzysztof Penderecki, compositor e maestro polonês (m. 2020).
  - Ali Shariati, ativista e sociólogo iraniano (m. 1977).
- 1935 — Vladislav Volkov, cosmonauta russo (m. 1971).
- 1936 — Steve Landesberg, ator e roteirista norte-americano (m. 2010).
- 1939 — Maria Gladys, atriz brasileira.
- 1941 — Franco Nero, ator italiano.
- 1942 — Sônia Delfino, cantora brasileira.
- 1945
  - Márcio Vip Antonucci, cantor, músico e produtor musical brasileiro (m. 2014).
  - Assi Dayan, ator, cineasta e roteirista israelense (m. 2014).
- 1948 — Gabriele Seyfert, ex-patinadora artística alemã.

#### 1951–2000
- 1954
  - Bruce Hornsby, cantor, pianista e compositor estadunidense.
  - Elizabeth Savalla, atriz brasileira.
  - Ross Brawn, engenheiro de automobilismo britânico.
- 1956
  - André De Biase, ator brasileiro.
  - Shane Gould, ex-nadadora australiana.
  - Thales Pan Chacon, ator e bailarino brasileiro (m. 1997).
- 1959 — Dominique Dunne, atriz estadunidense (m. 1982).
- 1962
  - Carlinhos Brown, compositor, cantor e músico brasileiro.
  - Nicolás Maduro, político, 57.º presidente da Venezuela
- 1964
  - Erika Buenfil, atriz mexicana.
  - Michihiko Ohta, músico japonês.
- 1965 — Sergio Vázquez, ex-futebolista argentino.
- 1966 — Vincent Cassel, ator francês.
- 1969
  - Marcus Baby, artista plástico brasileiro.
  - Olivier Beretta, automobilista monegasco.
- 1970 — Oded Fehr, ator israelense.
- 1971 — Lisa Arch, atriz estadunidense.
- 1972
  - Alf-Inge Håland, ex-futebolista norueguês.
  - Helen Cristina Santos Luz, ex-jogadora brasileira de basquete.
- 1973 — Evans Wise, futebolista trinitário.
- 1974
  - Igors Korabļovs, futebolista letão.
  - Juventud Guerrera, wrestler mexicano.
- 1976
  - Matteo Bruni, profissional de mídia ítalo-britânico.
  - Tony Renna, automobilista estadunidense (m. 2003).
  - Takayuki Chano, futebolista japonês.
- 1978 — Alison Mosshart, cantora estadunidense.
- 1979
  - Kelly Brook, atriz e modelo britânica.
  - Nihat Kahveci, ex-futebolista turco.
- 1980 — Mariana Nunes, atriz brasileira.
- 1982 — Asafa Powell, velocista jamaicano.
- 1983
  - Gastón Dalmau, cantor e ator argentino.
  - Rodrigo Alvim, futebolista brasileiro.
- 1984
  - Lucas Grabeel, ator, cantor, compositor e diretor estadunidense.
  - Justin Turner, beisebolista estadunidense.
- 1985 — Viktor Ahn, patinador sul-coreano.
- 1986 — Fernanda Gentil, apresentadora brasileira.
- 1987 — Nuno Coelho, futebolista português.
- 1988 — Jens Keukeleire, ciclista belga.
- 1989 — Renan Problema, lutador brasileiro.
- 1990 — Alena Leonova, patinadora artística russa.
- 1991
  - Christian Cueva, futebolista peruano.
  - Willian José, futebolista brasileiro.
  - Geraldo, futebolista angolano.
  - Ruslan Mingazov, futebolista turcomeno.
- 1992
  - Miley Cyrus, cantora e atriz estadunidense.
  - Juan Agudelo, futebolista estadunidense.
  - Go Eun-bi, cantora sul-coreana (m. 2014).
- 1993 — Ko Zandvliet, ator e músico neerlandês.
- 1994 — Seny Dieng, futebolista suíço.
- 1995 — Byanca Brasil, futebolista brasileira.
- 1996 — James Maddison, futebolista inglês.
- 1998
  - Bradley Steven Perry, ator estadunidense.
  - Clara Buarque, atriz brasileira.
  - Caoimhín Kelleher, futebolista irlandês.
- 1999 — Boubacar Kamara, futebolista francês.

## Mortes

### Anteriores ao século XIX
- 0947 — Bertoldo da Baviera, duque da Baviera e Caríntia (n. 900).
- 0955 — Edredo de Inglaterra (n. 923).
- 1407 — Luís de Valois, Duque de Orleães (n. 1372).
- 1457 — Rei Ladislau V da Hungria (n. 1440).
- 1572 — Agnolo Bronzino, pintor italiano (n. 1503).
- 1585 — Thomas Tallis, compositor inglês (n 1502).
- 1616 — Richard Hakluyt, historiador e diplomata inglês (n. c. 1552).
- 1682 — Claude Lorrain, pintor francês (n. 1600).

### Século XIX
- 1813 — Caroline Agar-Ellis, Viscondessa Clifden (n. 1763).
- 1876 — Anne Caulfeild, Condessa de Charlemont (n. c. 1780).
- 1890 — Guilherme III dos Países Baixos (n. 1817).
- 1897 — Agénor Bardoux, advogado, escritor e político francês (n. 1829).

### Século XX
- 1979 — Judee Sill, cantora e compositora norte-americana (n. 1944).
- 1982 — Adoniran Barbosa, compositor, cantor, humorista e ator brasileiro (n. 1910).
- 1986 — Nathan Ausubel, historiador e folclorista estadunidense (n. 1898).
- 1990 — Caio Prado Júnior, escritor, político e editor brasileiro (n. 1907).
- 1991 — Klaus Kinski, ator alemão (n. 1926).
- 1995 — Bernard M. Oliver, engenheiro e cientista estadunidense (n. 1919).
- 1998
  - Dan Osman, praticante americano de esportes radicais (n. 1963).
  - Ralph Phillips, matemático estadunidense (n. 1913).
- 1999 — Oddmund Andersen, futebolista norueguês (n. 1915).

### Século XXI
- 2003 — Patricia Burke, cantora inglesa (n. 1917).
- 2005
  - Isabel de Castro, atriz portuguesa (n. 1931).
  - Marco Uchôa, jornalista brasileiro (n. 1969).
- 2006
  - Philippe Noiret, ator francês (n. 1930).
  - Anita O'Day, cantora norte-americana (n. 1919).
  - Alexander Litvinenko, espião russo (n. 1962).
- 2007 — Óscar Carmelo Sánchez, futebolista boliviano (n. 1971).
- 2008 — Celso de Paula Garcia, jornalista e locutor esportivo brasileiro (n. 1929).
- 2010 — Ingrid Pitt, atriz polonesa (n. 1937).
- 2012
  - Larry Hagman, ator, diretor e produtor de cinema e televisão estadunidense (n. 1931).
  - Nelson Prudêncio, atleta brasileiro de salto triplo (n. 1944).
- 2014 — Dorothy Cheney, tenista americana (n. 1916).
- 2015 — Douglass North, economista e acadêmico americano, ganhador do Prêmio Nobel (n. 1920).
- 2016 — Rita Barberá, política espanhola (n. 1948).
- 2021 — Chun Doo-hwan, general e político sul-coreano, 5.º presidente da Coreia do Sul (n. 1931).
- 2022 — António da Cunha Telles, produtor e realizador português (n. 1935)

## Feriados e eventos cíclicos

### Portugal
- Feriado Municipal de Gavião, em Portugal.

### Brasil
- Dia do Combate ao Câncer Infantil.
- Dia do Engenheiro Eletricista, no Brasil.

### Cristianismo
- Alexandre I de Quieve
- Columbano
- Felicidade de Roma
- Miguel Pro
- Papa Clemente I

## Outros calendários
- No calendário romano era o 9.º (IX) dia antes das calendas de dezembro.
- No calendário litúrgico tem a letra dominical E para o dia da semana.
- No calendário gregoriano a epacta do dia é xxix.